# 加拿大公共安全部
加拿大公共安全部（英語：Public Safety Canada，簡稱PSC），正式名稱為公眾安全及應急準備部（Department of Public Safety and Emergency Preparedness，簡稱PSEPC），是加拿大處理公共安全議題的政府部門。公共安全部是在2003年加拿大政府重組加拿大司法部時所成立的，目前有52,000名職員。其前身為加拿大法務部。

## 現況
公共安全部在加拿大各地設立地方中心。加拿大服務局（Service Canada）最近開始接管部分國內的業務，而加拿大公共安全部下屬的加拿大邊防局（Canada Border Services Agency）仍負責邊境和機場的執法和入境管制。加拿大移民、難民及公民部負責政策確立和處理永久和臨時居留簽證、難民保護和公民申請。加拿大公共安全部負責皇家加拿大騎警。

### 目前架構
- 加拿大公共安全部長
  - 副部長
  - 助理副部長1
  - 助理副部長2
  - 助理副部長3
  - 助理副部長4

## 外部連結
- 加拿大公共安全部（页面存档备份，存于）